# Escriptura Vinča

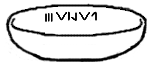
Un atuell de fang desenterrat a Vinča, trobat a una profunditat de 8,5 m

L'escriptura Vinča, també anomenada alfabet Vinčonečio o escriptura europea antiga, és el nom donat a un tipus de marques trobades en una sèrie d'objectes prehistòrics trobats al sud-est nord d'Europa. Alguns consideren les marques com un sistema d'escriptura, atribuïble a la cultura de Vinča, que habità la regió cap a 6000-4000 ae.
Altres dubten que les marques representen una escriptura, per la brevetat de les inscripcions i l'escassetat de símbols repetits.

## Descobriment de les inscripcions

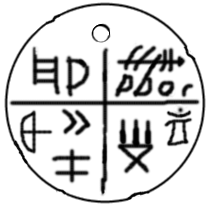
Amulet d'argila, una de les tauletes de Tărtăria trobades a Romania i datades del 4500 ae

El 1875, les excavacions arqueològiques de Zsófia Torma (1840-1899) a Turdas, prop d'Orastie a Transsilvània (actual Romania), descobriren un grup d'objectes amb inscripcions de símbols desconeguts. Objectes semblants es trobaren durant les excavacions de 1908 a Vinča, un suburbi de la ciutat sèrbia de Belgrad, a 120 km de Turdas. Més tard, aparegueren objectes a Banjica, també a Belgrad. S'ha anomenat aquesta cultura de Vinca, i les inscripcions, escriptura Vinca-Turdas.
El descobriment de les tauletes de Tărtăria a Romania per Nicolae Vlassa al 1961 iniciaren la controvèrsia. Vlassa considerava les inscripcions pictogrames, i la datació per carboni dels objectes cap al 4000 ae les convertia en el primer sistema d'escriptura.
Com a dada, han aparegut molts més fragments amb inscripcions semblants en diverses excavacions arqueològiques, principalment a Grècia (tauleta de Dispili), Bulgària (tauletes de Gradeshnitsa), Macedònia del Nord, Romania (tauletes de Tărtăria), est d'Hongria, Moldàvia, sud d'Ucraïna i altres indrets de l'antiga Iugoslàvia.